# Giorgio Tadeo
Giorgio Tadeo (Verona, 2 ottobre 1929 – Milano, 31 gennaio 2008) è stato un basso italiano.

## Biografia
Allievo di Ettore Campogalliani al Conservatorio di Parma nell'ottobre 1952, ha debuttato il 16 settembre 1953 alla Rai come Mefistofele nel Faust di Gounod, e in teatro nel dicembre successivo al Politeama di Palermo. Ha cantato al Teatro alla Scala dal 1955 fino al 1982, alla Piccola Scala dal 1958 al 1969 e in altri enti lirici Italiani fino al 1996.
Ha lavorato con i direttori d'orchestra Vittorio Gui, Carlo Maria Giulini, Tullio Serafin, Sergiu Celibidache, Antal Doráti, Oliviero De Fabritiis, Gianandrea Gavazzeni, Nino Sanzogno, Peter Maag, Herbert Von Karajan, Claudio e Roberto Abbado, Pierre Boulez, Tsuneo Osawa, e con i registi Sandro Bolchi, Giorgio Strehler, Franco Zeffirelli.
Ha interpretato opere del Novecento di Nino Rota, Goffredo Petrassi, Luciano Chailly, Ildebrando Pizzetti e Virgilio Mortari, ma soprattutto si è distinto nel repertorio mozartiano, rossiniano e donizettiano, oltre ad aver sfoggiato doti da autentico basso profondo, interpretando, ad esempio, Seneca ne L'incoronazione di Poppea di Monteverdi, di cui esiste un documento filmato, registrato dal vivo.
All'estero ha cantato alla Staatsoper di Vienna, ad Amburgo, Monaco di Baviera, all'Opéra di Parigi, al Covent Garden e all'Albert Hall di Londra, al Carnegie Hall di New York, al Lyric Opera di Chicago, ai Festival di Aix en Provence (per dieci anni), a Edimburgo, Dallas, Tel Aviv, Atene e Baalbek.
Ha sposato il soprano Mariella Adani da cui ha avuto due figli.